# 華政
『華政』（ファジョン）は、韓国・MBCで2015年4月13日から9月29日にかけて放送されたテレビドラマ（時代劇）。全65回。

## 概要
李氏朝鮮第14代王・宣祖と仁穆大妃の間に生まれた嫡流の王女でありながら過酷な運命に翻弄された貞明公主（チョンミョンコンジュ）の生涯を描く。ただし、貞明が長崎の硫黄鉱山で火薬製造を学び、朝鮮に戻って火器都監で活躍するという展開はフィクションである。

## 出演
BSフジ公式サイトでの記載順。

### 主要人物
- 貞明公主／ファイ：イ・ヨニ（声：生天目仁美） ／幼少期：ホ・ジョンウン ／少女期：チョン・チャンビ

朝鮮第14代王･宣祖と仁穆大妃の間に生まれた嫡流の王女。自身を廃位させ、弟を殺した光海君に復讐心を募らせる。後に、ホン・ジュウォンと結婚する。綾陽君（仁祖）の叔母。永昌大君と死別した。
- 光海君（クァンへグン）：チャ・スンウォン（声：神奈延年）

朝鮮第15代王。朝鮮第14代王･宣祖の庶子で次男。本名イ･ホン。貞明公主を廃位まで追いやった。
- ホン・ジュウォン（洪柱元）：ソ・ガンジュン (5urprise) （声：濱野大輝） ／幼少期：チェ・グォンス／少年期：ユン・チャンヨン

名家、豊山ホン氏の一族でホン･ヨンの長男。火器都監の校理として働く。後に、貞明公主と結婚し、世子の教師になる。
- 綾陽君（仁祖）：キム・ジェウォン：（声： 鳥海浩輔）

のちの朝鮮第16代王･仁祖。本名イ･ジョン。宣祖の五男･定遠君の長男で、光海君の甥。
- カン・イヌ（康仁祐）：ハン・ジュワン（声：西谷修一） ／幼少期：イ・テウ／少年期： アン・ドギュ

朝鮮で屈指の財力を誇るカン･ジュソンの庶子。貞明公主に一目惚れ。ジュウォンの親友。
- カン・ジュソン（姜周愃）：チョ・ソンハ（声：広瀬彰勇）

イヌの父。役人であるが、裏で悪事を働いていた。

### 火器都監
- チャン・ボンス：パク・ウォンサン

煙硝班の作業長。
- イ・ヨンブ：キム・グァンギュ

硫黄班の作業長。髪の毛が薄いのを気にしている。
- オクチュ：ファン・ヨンヒ

火器都監の炊事係。
- ウンソル：ヒョン・スンミン

火器都監の炊事係。オクチュの娘。

### 王室
- 宣祖（ソンジョ）：パク・ヨンギュ

朝鮮第14代王。貞明公主と光海君の父。第1~2話で死亡。
- 仁穆大妃（インモクテビ）：シン・ウンジョン

朝鮮第14代王･宣祖の継室。貞明公主の母。後の大王大妃。
- 臨海君（イメグン）：チェ・ジョンファン

朝鮮第14代王･宣祖の長男。光海君の兄。序盤で殺される。
- 永昌大君（ヨンチャンテグン）：チョン・ジンソ（声：品田美穂）

朝鮮第14代王･宣祖の末子。貞明公主の弟。
- 仁烈王后（インニョルワンフ）：イ・スンア

綾陽君（のちの朝鮮第16代王･仁祖）の正室。
- チョ・ヨジョン：キム・ミンソ

綾陽君（のちの朝鮮第16代王･仁祖）の側室。キム・ジャジョムと手を組む。
- 昭顕世子（ソヒョンセジャ）：ペク・ソンヒョン

綾陽君（のちの朝鮮第16代王･仁祖）の長男。
後金がサルフで明軍を破り、北元を滅ぼし皇帝の印璽を得た報に接し、「大陸のあるじが替わるのだ」と予言する。
- 鳳林大君（ポンリムテグン）：イ・ミンホ

綾陽君（のちの朝鮮第16代王･仁祖）の次男。のちの朝鮮第17代王･孝宗。

### 後金・明
- シュジョウコウ（朱常浩）：チョ・スンヨン

明の皇子（瑞王）。万暦帝の五男。
- リュウテイ（劉綎）：チャ・グァンス

明の将軍。サルフの戦いで後金に敗北する。
- ヨンゴルテ（他塔喇英俄爾岱、満洲語: ᡨᠠᡨᠠᡵᠠ
ᡥᠠᠯᠠ
 ᡳᠩᡤᡡᠯᡩᠠᡳ）：キム・ジュンベ

後金の将軍。ヨンゴルテは朝鮮語の読み。満語読みではタタラ・イングルタイ。
武勇だけでなく学問にも秀でた武官。朝鮮語もある程度できる。昭顕世子の人柄を見込み、将来の朝鮮王として瀋陽に送り漢学や西洋の学問を学ばせようとする。
- ホンタイジ（愛新覚羅皇太極、ᠠᡳᠰᡳᠨ
ᡤᡳᠣᡵᠣ
 ᡥᠣᠩ
ᡨᠠᡳᠵᡳ）：チョン・ソンウン

後金の太宗（二代皇帝）。丁卯胡乱の主導者。
瀋陽に来た勉学熱心な昭顕世子を気に入り、「世子が王となれば朝鮮の将来は明るい」と義兄弟の契りを結ぶ。

### 日本
- マルノ：チャン・ヒョクジン

長崎の硫黄鉱山の鉱主。
- イダチ：大谷亮平

江戸の商人。

### 大北派
- イ・イチョム（李爾瞻）：チョン・ウンイン

大北派の首長。キム・ゲシと手を組む。
- チョン・イノン（鄭仁憲）：ハン・ミョング

大北派の重鎮。
- キム・ゲシ（キム尚宮）：キム・ヨジン

朝鮮第14代王･宣祖、朝鮮第15代王･光海君付きの尚宮。

### その他
- ジャギョン：コンミョン(5urprise) （声：篠原孝太朗）

長崎の硫黄鉱山で貞明公主に出会い、ファイと名づけた。朝鮮でも貞明公主を支え続ける。
- キム・ジャジョム（金自點）：チョ・ミンギ

西人派の官僚。ヨジョンと手を組む。
- ホン・ヨン：オム・ヒョソプ

ジュウォンの父。官僚。
- ユン氏：カン・ムニョン

カン・ジュソンの妻。イヌの継母。
- イ・ウォニク（李元翼）：キム・チャンワン

西人派の官僚。領議政（ヨンイジョン）。
- イ・ドッキョン（李德馨）（漢陰）：イ・ソンミン

官僚。

## 日本での放送
- KNTV：2015年9月5日 - 2016年2月21日[2]
- BSフジ：2016年5月26日 - 9月13日[4]
- TXN系
  - テレビ東京：2017年1月4日 - 4月3日
  - テレビ大阪：2016年9月7日[5] -
  - テレビ北海道：2016年8月24日[6] -
  - テレビ愛知：2016年11月18日-
  - テレビせとうち：2016年7月21日[7] -
  - TVQ九州放送：2017年1月9日-
- 新潟放送：2016年6月21日[8] -
- LaLa TV：2016年6月18日[9] -
- BS日テレ：2022年11月4日-